# کوود (کنتاکی)
کوود (به انگلیسی: Cawood) یک منطقهٔ مسکونی در ایالات متحده آمریکا است که در شهرستان هارلن، کنتاکی واقع شده‌است. کوود ۳٫۸ کیلومتر مربع مساحت و ۷۳۱ نفر جمعیت دارد و ۴۰۲٫۳۴ متر بالاتر از سطح دریا واقع شده‌است.